# إلينا بورن
إلينا بورن ((بالإنجليزية: Elina Born)، مزدادة في 29 يونيو 1994) هي مغنية إستونية مثلت بلدها في مسابقة الأغنية الأوروبية 2015 بأغنيتها المشتركة مع ستيغ راستا، كما شاركت في نسخة 2013 من المسابقة ونسخة 2017 حاصلة على المركز الأخير. كما شاركت في الموسم الثاني من نسخة آيدول الإستونية وحصلت على مركز الوصيف.

## النشأة
ولدت إلينا في 29 يونيو 1994 في مدينة صغيرة تدعى ليثسي بمقاطعة لين-فيرو، اكتشفها ستيغ راستا من خلال يوتيوب عندما أدت أغنية مقلدة لكريستينا أغيليرا، وقال عنها: «لقد كنت مسحورا تماما بموسيقها». قالت إلينا بأنها كانت في المدرسة عندما وصلتها رسالة ستيغ على فيسبوك، وحول ذلك قالت «لم أصدق الأمر وقد بدأت في البكاء، لم أستطع أن أتمالك نفسي وأرد عليه حتى مرت بضعة أيام».

## مسيرتها

### في برنامج آيدول
في 2012 شاركت في الموسم الخامس من نسخة آيدول الإستونية الذي كان يسمى آنذاك «إستونيا تبحث عن سوبرستار» (بالإنجليزية: Estonia is Searching for a Superstar)، وقد حصلت على المركز الثاني بعد وصولها للعرض الختامي وخسارتها أمام رازموس راندفي.

### في مسابقة الأغنية الأوروبية
في 2015 شاركت رفقة مع ستيغ راستا في مسابقة الأغنية الأوروبية التي أقيمت فيينا بالنمسا، وشاركا في نصف النهائي الثاني بأغنية «وداعا للأمس» (بالإنجليزية: Goodbye to Yesterday)، وقد حصلت الأغنية على رصيد 106 نقطة متمركزة بذلك في المركز السابع.

## ديسكوغرافيا

### الألبومات
| العنوان               | التفاصيل                                                                          |
| --------------------- | --------------------------------------------------------------------------------- |
| إلينا بورن Elina Born | - الإصدار: 18 مايو 2015 - المنتج: ستار ماناجمنت - الصيغة: قرص مضغوط، تحميل موسيقى |

### الأغاني
| العنوان                              | السنة | المراكز | المراكز | المراكز | المراكز | المراكز | المراكز | المراكز | المراكز | الألبوم     |
| العنوان                              | السنة | [ 8 ]   | [ 9 ]   | [ 10 ]  | FL      | WA      | [ 13 ]  | [ 14 ]  | [ 15 ]  | الألبوم     |
| ------------------------------------ | ----- | ------- | ------- | ------- | ------- | ------- | ------- | ------- | ------- | ----------- |
| "كَافِ" "Enough"                       | 2012  | 3       | —       | —       | —       | —       | —       | —       | —       | إلينا بورن  |
| "سيدة الحساب" "Miss Calculation"     | 2013  | 1       | —       | —       | —       | —       | —       | —       | —       | إلينا بورن  |
| "لغز" "Mystery"                      | 2014  | 5       | —       | —       | —       | —       | —       | —       | —       | إلينا بورن  |
| "وداعا للأمس" "Goodbye to Yesterday" | 2015  | 1       | 8       | 71      | 32      | 42      | 73      | 51      | 68      | إلينا بورن  |
| "كيلمانخارو" "Kilimanjaro"           | 2015  | 3       | —       | —       | —       | —       | —       | —       | —       | إلينا بورن  |
| "داخل أم خارج" "In or Out"           | 2017  | —       | —       | —       | —       | —       | —       | —       | —       | سيُعلن لاحقاً |